# Ralf Rinke
Ralf Rinke (auch Ralfs Rinke-Leitāns; * 18. Mai 1993 in Ebersberg) ist ein deutsch-lettischer Eishockeyspieler, der bei den Moskitos Essen in der Eishockey-Oberliga Nord unter Vertrag steht. Sein Bruder Eddy ist ebenfalls Eishockeyspieler.

## Karriere
Rinke begann seine Karriere beim TSV Erding, für dessen Junioren er in der Saison 2008/09 in der Jugend-Bundesliga spielte. In der Folgesaison wechselte er zu den Jungadler Mannheim, bei denen er zwei Spielzeiten bestritt. Bei den Heilbronner Falken spielte er in der Saison 2010/11 vier Spiele in der 2. Bundesliga. Nach seinem sportlichen Auftritt in der Deutschen Nachwuchsliga mit dem EV Landshut wechselte er nach Norddeutschland und spielte in der Saison 2011/12 für den EHC Timmendorfer Strand 06 in der Oberliga Nord.
Nach nur einer Saison in der Oberliga wurde er von den Hamburg Freezers verpflichtet und mit einer Förderlizenz ausgestattet. Diese Lizenz berechtigte ihn, für die Fischtown Pinguins aus Bremerhaven anzutreten. In der Saison 2013/14 wurde er mit dem Team aus Bremerhaven in der DEL2 Meister. Seit dem 13. November 2014 wurde er mit Hilfe seiner Förderlizenz beim Ligakonkurrent ETC Crimmitschau eingesetzt, da ihm weder die Hamburg Freezers noch die Fischtown Pinguins genug Spielzeit ermöglichen konnten. Im Februar 2015 reagierten die Hamburger auf ihre verletzungsbedingte Personalnot und holten Rinke zurück in den DEL-Kader.
Im Sommer 2015 absolvierte er ein Probetraining bei Dinamo Riga, konnte sich aber nicht für einen Vertrag empfehlen. Stattdessen heuerten ihn die Heilbronner Falken für die DEL2-Saison 2015/16 an. Im Dezember 2015 wurde bekannt, dass Ralf Rinke nach dem Spiel am 20. November 2015 bei den Dresdner Eislöwen positiv auf eine nicht genannte verbotene Substanz getestet wurde, woraufhin eine sofortige Suspendierung erfolgte. Ab der Saison 2017/18 nahm er am Training des ERC Sonthofen teil und nahm nach Ablauf seiner Dopingsperre ab dem 15. Dezember 2017 regulär am Spielbetrieb teil.
Anschließend spielte Rinke jeweils ein Jahr für den EHC Königsbrunn und die Hannover Scorpions, bevor er sich 2020 dem Herforder EV anschloss.